# لويس صابونجي
القس يوحنا لويس بن يوسف صابونجي (1838-1931) عالم لبناني سرياني الملة، كاثوليكي العقيدة، كان من أبرز أعلام النهضة الأدبية والعلمية والصحفية. نهض بأسبابها وحمل رسالتها عاليا، مربيا وصحفيا، شاعرا وسياسيا، خطيبا وفنانا، رحالة جوابة، مؤرخا وفيلسوفا ولاهوتيا.

## حياته
تلقى علومه في روما، حيث نبغ في العلوم العقلية والنقلية على اخلافها، ونال رتبة دكتور في الفلسفة واللاهوت. كان رئيسا للطائفة السريانية في بيروت إبان الستينيات، استبحر في اللغات، جود منها السريانية والعربية والأرمنية، والتركية. وأتقن اللاتينية والايطالية والإنجليزية والفرنسية. وقد ترك مؤلفات تجاوزت العشرات بجميع هذه اللغات (عدا الأرمنية). ومن المثير حقا أنه نقل من اللاتينية إلى الايطالية ونشر اثنى عشر كتابا من أشعار فرغيل الشاعر اللاتيني، وأنه حقق في «أصل العرق الأيرلندي» واضعا كتابه بالانكليزية ثم طبع في انكلترة، وأنه علم اللغة التركية إلى أرباب الحكومة الأتراك (من بينهم كامل باشا متصرف بيروت الذي أصبح فيما بعد صدرا أعظم). وضع لهم كتبا سياسية – ادارية وقانونية – تشريعية بلسانهم. ومعظم تأليفه بالعربية تتناول مواضيع الفلسفة والأخلاق وعلم الجمال والقانون والأديان والمذاهب. ولكن بوصفه واحدا من كبار رعاة العروبة، اهتم صابونجي بالأحداث المصيرية والوقائع الدائرة في حياة عرب المشرق، نشارا آراؤه في الإصلاح ومحاربة الاستبداد في الدولة العثمانية. وليس مصادفة أبدا أنه عالج في أبحاثه التاريخية قضايا آنية وخطيرة، مثل «تاريخ فتنة حلب عام 1850» و«تاريخ فتنة لبنان وسورية سنة 1860» ولاحقا «تاريخ الثورة العرابية في الديار المصرية سنة 1882» وغيرها من الدراسات التاريخية غير المطبوعة.

وبصورة متوازنة لتسلمه مركز رئيس الطائفة السريانية أنشأ صابونجي في بيروت مدرسة عالية خاصة نهضت بأسباب التربية الحديثة، واسس مطبعة لنشر الكتب في اللغات العربية والسريانية والتركية. وأصدر صحيفتين أدبيتين علميتين سياسيتين هما: «النحلة» و«النجاح» لم تعمرا طويلا بسبب مضايقات السلطات التركية، وقد أظهر مقدرة بارعة في فن الصحافة، وبرز خطيبا وسياسيا لا يبارى في ميدان الدفاع عن رقي الأقطار العربية وتقدم الأمة العربية. وقد أشار المؤرخ البارز فيليب الطرزي إلى أن الصحيفتين المذكورتين كانتا من أوائل الجرائد العربية التي عطلتها السلطات التركية بسبب «تجاوز الحدود»، وإلى أن القس لويس صابونجي لم يتوان عن توجيه النقد اللاذع لرجال النهضة المحافظين، لا بل وأنه ندد بالعلامة بطرس البستاني وخطأه في بعض المسائل العلمية لطول باعه في هذا المضمار. وقد تطرق إلى مسائل دينية ومناظرات سياسية، فكان يشن حربا لا هوادة فيها ضد الرجعية الإقطاعية الإسلامية والمسيحية، وخاصة ضد الأرستقراطية المارونية الدينية والدنيوية «فثارت عليه سبب ذلك فتنة من الرعاع كاد يذهب فيها قتيلا». كانت سببا في ارتحاله من الشام وسفره إلى أوروبا ومنها إلى الولايات المتحدة الأمريكية.

## الحياة الأدبية ولإجتماعية
عُين رئيسًا للطائفة السريانية الكاثوليكية في لبنان، وأنشأ مطبعة لنشر الكتب بالعربية والسريانية والتركية، إلى جانب إنشائه مدرسة عالية في بيروت نهضت بأسباب التربية الحديثة. وكان أول من أدخل فن التصوير الشمسي إلى لبنان.
عمل معلمًا للغة اللاتينية في الجامعة الأمريكية في بيروت، واللاتينية والإيطالية في المدرسة البطريركية. وكلفه فرنكو باشا - متصرف جبل لبنان - تهذيب أولاده، كما عهد إليه فيما بعد السلطان عبد الحميد بتعليم أنجاله التاريخ والجغرافيا، وألحقه بالمعية في «الما بين» ليتولى له الترجمة من الفرنسية والإنجليزية والإيطالية إلى التركية.
أنشأ عدة دوريات من جرائد ومجلات، أشهرها مجلة «النحلة»
(1870) التي نشرها بصورة متقطعة في بيروت ومصر ولندن. كذلك له في الحقل الصحافي جريدة «الاتحاد العربي» وجريدة «الخلافة»، كما عمل محررًا في صحيفة «مرآة الأحوال»، حيث نشر آراءه.
قام عام 1871 برحلة حول الكرة الأرضية استغرقت سنتين وسبعة أشهر، إلى جانب قيامه بأسفار عديدة إلى مصر وأمريكا وإنجلترا والبلاد العربية، اتصل خلالها بالأمراء والملوك وتَعرَّف فيها إلى أصحابِ الرأي من مفكرين وأدباء وسياسيين وعلماء، وخلع الثوب الرهباني الذي قبله في مطلع حياته، وفي نهاية المطاف استقر في مدينة لوس أنجلوس بالولايات المتحدة.

## الوفاة
وافته المنية مقتولاً على سريره في مدينة لوس أنجلس وهو في السن في الثالثة والتسعين من عمره.